# Danuta Mostwin
Danuta Mostwin (ur. 31 sierpnia 1921 w Lublinie, zm. 11 stycznia 2010 w Baltimore) – polska pisarka, psycholog i socjolog.

## Biografia i kariera
Córka Józefa Tadeusza Pietruszewskiego, oficera Wojska Polskiego i Ireny Bronisławy Paździor. W młodości przeprowadziła się do Warszawy, gdzie uczęszczała do Gimnazjum im. Emilii Plater. Debiutowała w 1939 wierszem pt. Junacy, opublikowanym w warszawskim piśmie „Lech” (nr 6/7). W czasie okupacji hitlerowskiej rozpoczęła studia medyczne w Szkole Zawodowej dla Pomocniczego Personelu Sanitarnego Jana Zaorskiego oraz na tajnym Uniwersytecie Warszawskim. Podczas powstania warszawskiego była sanitariuszką i służyła w Armii Krajowej. W mieszkaniu, które zajmowała wraz z matką, na Saskiej Kępie, przy ul. Francuskiej 12, mieścił się punkt przerzutowy dla „cichociemnych” kurierów polskiego rządu w Londynie, których jej matka była opiekunką.
W lutym 1945 poślubiła Stanisława Edwarda Niedbała (później przyjął nazwisko Mostwin, w czasie wojny używał pseudonimu „Bask”), kuriera polskiego rządu londyńskiego, z wykształcenia prawnika. W grudniu 1945 przez Czechosłowację, Niemcy, Belgię i Francję dotarła do Szkocji i podjęła w Edynburgu studia medyczne w Paderewski Hospital School of Medicine (absolutorium w 1948). W 1951 wyemigrowała do Stanów Zjednoczonych. W 1956 rozpoczęła pracę jako social worker w Departamencie Opieki Społecznej Miasta Baltimore (Maryland). W 1957 została studentką w National Catholic School of Social Service na Uniwersytecie Katolickim w Waszyngtonie. Pracując i studiując jednocześnie, uzyskała dyplom magistra (MSW) ze specjalizacją w zakresie pracy klinicznej.
Od połowy lat 50. ogłaszała artykuły i drobne opowiadania na łamach wydawanego w Nowym Jorku dziennika „Nowy Świat”, następnie w „Związkowcu” (Toronto, od 1956), londyńskich „Wiadomościach” (1957-1981, z przerwami), paryskiej „Kulturze” (1958-1983, z przerwami), „Zeszytach Historycznych” (1994-1997), „Tygodniu Polskim” (Londyn), „Środzie Literackiej” (Londyn), „Ostatnich Wiadomościach” (pismo Oddziałów Wartowniczych w Mannheim). Laureatka Nagrody Związku Pisarzy Polskich na Obczyźnie w 1965 roku.
W 1967 otrzymała stypendium państwowe (National Institute of Mental Health) na dwuletnie studia doktoranckie w zakresie social work na Uniwersytecie Columbia w Nowym Jorku. W tym samym roku została członkiem Związku Pisarzy Polskich na Obczyźnie. Jej doktorat (obrona w 1971) nosił tytuł: The Transplanted Family. A Study of Social Adjustment of the Polish Immigrant Family to the United States after the Second World War. W latach 1969–1980 była profesorem w dziedzinie opieki społecznej i zdrowia psychicznego rodziny w National Catholic School of Social Service na Uniwersytecie Katolickim w Waszyngtonie. Prowadziła równocześnie klinikę zdrowia psychicznego rodziny na oddziale psychiatrycznym Johns Hopkins Hospital w Baltimore i w szpitalu psychiatrycznym Spring Grove. Podpisała list pisarzy polskich na Obczyźnie, solidaryzujących się z sygnatariuszami protestu przeciwko zmianom w Konstytucji Polskiej Rzeczypospolitej Ludowej (List 59).
W 1980 zorganizowała specjalizację zdrowia psychicznego rodziny w departamencie psychologii Loyola College w Baltimore i ośrodek kliniczny Family Mental Health Center, którym kierowała do przejścia na emeryturę w 1987.
Była członkiem Polskiego Towarzystwa Naukowego na Obczyźnie i członkiem honorowym Polskiego Towarzystwa Psychiatrycznego. Mieszkała w Baltimore.

## Twórczość
- Nie zapomnij Paulino (powieść drukowana w 1956 na łamach "Ostatnich Wiadomości" w Mannheim)
- Dom starej lady (powieść; Veritas, Londyn 1958)
- Ameryko! Ameryko! (powieść; Instytut Literacki, Paryż 1961; Wydawnictwo Pax 1981; Oficyna Wydawnicza Kucharski 2004)
- Asteroidy (opowiadania; Polska Fundacja Kulturalna, Londyn 1965)
- Olivia (powieść; Instytut Literacki, Paryż 1965)
- Ja za wodą, ty za wodą (powieść; Instytut Literacki, Paryż 1972)
- Odchodzą moi synowie (powieść; Polska Fundacja Kulturalna 1977; Wyd. Polonia 1989)
- The Transplanted Family. A Study of Social Adjustment of the Polish Immigrant Family to the United States after the Second World War (praca naukowa; Arno Press, New York 1980)
- American Families of East European Heritage. A Capitol Seminar on the Family Sponsored by the American Family Institute (praca naukowa; Waszyngton 1980)
- Social Dimenssion of Family Treatment (praca naukowa; National Association of Social Workers, Waszyngton 1980)
- Cień księdza Piotra (powieść; Wyd. Pax 1985; Oficyna Wydawnicza Kucharski 2004)
- Trzecia wartość. O formowaniu się nowej tożsamości polskiego emigranta w Ameryce (praca naukowa; Wydawnictwo KUL 1985, 1995)
- Szmaragdowa zjawa (powieść; Wyd. Pax 1988; Oficyna Wydawnicza Kucharski 2004)
- Emgranci polscy w USA (Wydawnictwo KUL 1991)
- Przestrzeń życiowa rodziny. Ekologiczny model terapii rodziny w stanie kryzysu (Wydawnictwo Synapsis 1992)
- Tajemnica zwyciężonych (powieść; Polska Fundacja Kulturalna 1992; Oficyna Wydawnicza Kucharski 2005)
- Odkrywanie Ameryki (opowiadania; Norbertinum 1992)
- Nie ma domu (Norbertinum 1996; Oficyna Wydawnicza Kucharski 2005)
- Testaments. Two Novellas of Emigration and Exile (opowiadania; USA 2005)
- Ptaki (Oficyna Wydawnicza Kucharski 2005)
- Magda (Oficyna Wydawnicza Kucharski 2006)

## Nagrody i wyróżnienia
- 1965 Nagroda Związku Pisarzy Polskich na Obczyźnie  za powieść Olivia (Londyn)
- 1971 Nagroda Fundacji Kościuszkowskiej za pracę doktorską (Nowy Jork)
- 1973 Nagroda im. Anny Godlewskiej za całokształt twórczości (Szwajcaria)
- 1987 Nagroda im. Włodzimierza Pietrzaka "za twórczość literacką na emigracji o Polakach i Polsce"
- 1990 Nagroda im. Bolesława Prusa "za powieści Cień księdza Piotra i Szmaragdowa zjawa, będące artystyczną kreacją epickiego obrazu losów polskiej inteligencji od czasów powstania styczniowego aż po I wojnę światową" (Lublin)
- Nagroda "Wiadomości" (Londyn)
- 1993 Nagroda Światowej Federacji Stowarzyszenia Polskich Kombatantów za powieść Tajemnica zwyciężonych (Londyn 1993)
- 1995 Nagroda Fundacji im. Władysława i Nelli Turzańskich (Kanada)
- 1997 Krzyż Oficerski Orderu Zasługi Rzeczypospolitej Polskiej[3]
- 2003 Krzyż Komandorski Orderu Zasługi Rzeczypospolitej Polskiej[4]
- 2006 Przedstawiona przez Międzynarodowy Komitet Polsko-Amerykański do literackiej Nagrody Nobla
- Krzyż Armii Krajowej
- Medal „Zasłużony dla Kultury Polskiej”[5]